# Faccetta Nera
Faccetta Nera (do italiano: "pequeno rosto negro"; "rostinho negro") é uma canção de marcha composta por Giuseppe Micheli (letra) e Mario Ruccione (música) para o exército da Itália fascista por ocasião da Segunda Guerra Ítalo-Etíope (1935-1936).

## História
A letra da canção foi inspirada na figura de uma bela escrava etíope, que foi libertada pelas tropas fascistas no início da invasão italiana da Etiópia.
Faccetta Nera fala sobre como a escrava será levada à Roma e como lhe será oferecida uma nova vida, livre das amarras da escravidão. O narrador da canção promete que lá, sua pele escura será "beijada" pelo sol italiano, e que ela será apresentada à uma nova legislação, novos governantes e costumes.